# 歷陽郡
历阳郡，晋朝到唐朝的郡。
晋惠帝永兴元年（304年）时设置历阳郡，治所在历阳县（今安徽省和县）。包括今安徽省和县、含山县。北齐时，在辖区内置和州。隋文帝开皇九年（589年），隋灭南陈，废除历阳郡。大业初年，又置历阳郡，统历阳和乌江两县，户八千二百五十四。
唐朝天宝、至德年间，一度将和州改为历阳郡。下辖历阳县 乌江县、含山县。
唐朝历阳郡太守
- 褚庭询（748年）